# Turacoena
Genre
Turacoena est un genre d'oiseaux de la famille des Columbidae.

## Liste d'espèces
D'après la classification de référence (version 15.1, 2025) du Congrès ornithologique international (ordre phylogénique) :
- Turacoena manadensis (Quoy et Gaimard, 1830) - Phasianelle de Manado
- Turacoena sulaensis Forbes & Robinson, 1900 - Phasianelle des Sula
- Turacoena modesta (Temminck, 1835) - Phasianelle modeste